# Gösta Adrian-Nilsson
Gösta Adrian-Nilsson (Lund, 2 april 1884 - Stockholm, 29 maart 1965) was een Zweeds kunstschilder.
Gösta Adrian-Nilsson (ook wel bekend als GAN) werd geboren in de universiteitsstad Lund. Hij studeerde in Kopenhagen en kwam na zijn studie in Berlijn in aanraking met het werk van Franz Marc en Wassily Kandinsky, waarvan hij de sterke stilering en het coloriet overnam. Hij raakte ook beïnvloed door het kubisme en het futurisme en schilderde zijn eerste modernistische werk in 1913.
Na tijd te hebben doorgebracht in Berlijn en Keulen keerde hij in 1914 terug naar Lund. Gedurende zijn afwezigheid was zijn minnaar, Karl Edvard Holmström, overleden aan een longontsteking. Dit was voor GAN een zwaar verlies dat hij nooit echt te boven is gekomen.
GAN introduceerde het surrealisme is Zweden en maakte in 1919 het eerste abstracte werk uit de Zweedse schilderkunst. Hij verhuisde naar Stockholm en schilderde vanaf dan vooral zeelui, die zijn vrienden - en soms ook zijn minnaars - werden. Een van hen was Edvin Andresson, die een levenslange vriend van GAN en een promotor van zijn kunst zou worden.
In 1984 werd er een grote retrospectieve georganiseerd van GANs kunst waarin hij werd geëerd als een uniek schilder die vele modernistische werken had gemaakt waarin zijn homoseksuele identiteit een belangrijke rol speelde. Zijn werk kan worden omschreven als kubo-futuristisch met een rijk kleurenpalet en is vaak narratief van aard.